# NWA女子パシフィック王座&NEO認定シングル王座
NWAパシフィック女子&NEO認定シングル王座（エヌ・ダブリュー・エー・パシフィックじょしアンド・ネオにんていシングルおうざ）は、NEO女子プロレスが管理、NWAとNEO女子プロレスが認定していた王座。

## 歴史
2000年、NWAがNWAパシフィック女子王座、NEO女子プロレスがNEO認定シングル王座を創設。8月24日、NWAワイルドウッド大会で行われた初代王座決定戦に勝利した田村欣子が初代王者になった。以降は2つの王座の防衛戦が同時に行われている。
2006年12月24日、JWP女子プロレス後楽園ホール大会で王者の田村、JWP認定無差別級王者の日向あずみによる王座統一戦が行われて引き分けに終わった。
2010年12月23日、JWP後楽園ホール大会で王者の田村、JWP認定無差別級王者の米山香織による王座統一戦が行われて引き分けに終わった。12月31日、NEO後楽園ホール大会で解散するNEOの最終興行が開催されて王者の田村、挑戦者の栗原あゆみによるタイトルマッチが行われてフリーの栗原が勝利して新王者になったため、管理権の扱いが未定状態になって田村は「チャンピオンに任せる」、栗原は「防衛戦を行う」とコメント。
2011年5月、王者の栗原、元NEO代表の甲田哲也、元NEOの関係者が王座に関して協議に入ったものの栗原がCMLL世界女子王座の挑戦権を得たこともあり、5月25日に栗原が甲田にチャンピオンベルトを返還して封印された。

## 歴代王者
| 歴代   | 選手           | 戴冠回数 | 防衛回数 | 獲得日付       | 獲得場所 （対戦相手・その他）                                                             |
| ------ | -------------- | -------- | -------- | -------------- | ----------------------------------------------------------------------------------------- |
| 初代   | 田村欣子       | 1        | 3        | 2000年8月24日  | ニュージャージー州ワイルドウッド ニコル・バス                                             |
| 第2代  | 下田美馬       | 1        | 1        | 2001年2月11日  | 板橋産文ホール                                                                            |
| 第3代  | 井上京子       | 1        | 1        | 2001年3月25日  | 北沢タウンホール                                                                          |
| 第4代  | 元気美佐恵     | 1        | 1        | 2001年6月15日  | 北沢タウンホール                                                                          |
| 第5代  | ライオネス飛鳥 | 1        | 1        | 2001年9月1日   | ディファ有明                                                                              |
| 第6代  | 田村欣子       | 2        | 3        | 2001年12月7日  | 後楽園ホール                                                                              |
| 第7代  | 三田英津子     | 1        | 0        | 2002年4月13日  | 北沢タウンホール                                                                          |
| 第8代  | 田村欣子       | 3        | 2        | 2002年6月8日   | 北沢タウンホール 2002年9月16日にヒールユニット「nEo」がチャンピオンベルトを盗んだため空位 |
| 第9代  | 田村欣子       | 4        | 0        | 2002年11月10日 | 後楽園ホール 井上京子、下田美馬による3WAYマッチ                                           |
| 第10代 | 井上京子       | 2        | 0        | 2003年2月2日   | 北沢タウンホール                                                                          |
| 第11代 | 日向あずみ     | 1        | 3        | 2003年3月6日   | 北沢タウンホール                                                                          |
| 第12代 | 田村欣子       | 5        | 3        | 2003年5月5日   | 後楽園ホール                                                                              |
| 第13代 | 中西百重       | 1        | 2        | 2004年3月14日  | 川崎市体育館                                                                              |
| 第14代 | 元気美佐恵     | 2        | 3        | 2004年8月14日  | 後楽園ホール                                                                              |
| 第15代 | 倉垣翼         | 1        | 2        | 2005年2月20日  | 東京キネマ倶楽部                                                                          |
| 第16代 | 元気美佐恵     | 3        | 3        | 2005年7月3日   | 後楽園ホール                                                                              |
| 第17代 | 田村欣子       | 6        | 15       | 2005年12月11日 | 後楽園ホール                                                                              |
| 第18代 | 松尾永遠       | 1        | 2        | 2007年9月17日  | 後楽園ホール                                                                              |
| 第19代 | 井上京子       | 3        | 0        | 2008年5月5日   | 後楽園ホール                                                                              |
| 第20代 | 高橋奈苗       | 1        | 2        | 2008年10月4日  | 川崎市体育館                                                                              |
| 第21代 | さくらえみ     | 1        | 0        | 2009年5月3日   | 板橋グリーンホール                                                                        |
| 第22代 | 田村欣子       | 7        | 12       | 2009年5月5日   | 後楽園ホール                                                                              |
| 第23代 | 栗原あゆみ     | 1        | 0        | 2010年12月31日 | 後楽園ホール 2011年5月25日封印                                                            |